# Mil Mi-12
Mil Mi-12 ili V-12 (Ruski: В-12, NATO naziv "Homer") je sovjetski teški transportni helikopter, te ujedno najveći helikopter ikad napravljen.

## Dizajn i razvoj
Radovi na Mi-12 su počeli 1965. zbog potrebe za transportom teških raketnih sustava, stoga je planirano da helikopter može podići teret od 30.000 kg. Izrađena su dva prototipa a prvi je poletio 1968. te je 1971. javnosti prezentiran na Pariškom zračnom sajmu. Mi-12 je bio jedan od rijetkih modernih helikoptera koji su koristili konfiguraciju rotora jednog uz drugog. Svaka strana je imala peterokraki rotor, a pokretali su ih četiri Soloviev D-25VF turboosovniska motora. Motori, prijenos i rotorski sustav su preneseni s Mi-6 a dvostruki rotorski sustav je omogućio izradu nekoliko modifikacija. Mi-12 je imao tricikl podvozje s dvostrukim kotačima a posadu je činilo šest članova.
Na jednom testnom letu, došlo je čak do manje nesreće kada je helikopter prebrzo sletio zbog čega se iskrivio prednji kotač. To je popravljeno i kasnije je normalno nastavio letjeti. Tijekom razvoja ovog helikoptera, dizajneri su nailazili na mnoge probleme te kako nije ispunio očekivanja, postalo je jasno da se nikada neće proizvoditi. Jedan prototip se nalazi u Monino muzeju (50 km od Moskve) a drugi kod Milove tvornice kraj Moskve.

## Tehničke karakteristike (V-12)
Osnovne karakteristike
- posada: 6
- kapacitet: VTOL 25.000 kg
 STOL 30.000 kg
40.204,5 kg rekordna težina
- dužina: 37,00 m
- promjer rotora: 2x 35,00 m
- visina: 12,50 m

Letne karakteristike
- najveća brzina: 260 km/h
- dolet: 500 km
- najveća visina leta: 3.500 m
- motor: 4 x Soloviev D-25VF